# Ionolyce
Ionolyce là một chi bướm ngày thuộc họ Lycaenidae.